# Орлов-Давыдов, Владимир Петрович
Граф Владимир Петрович Орлов-Давыдов (до 1856 года — Давыдов; 23 апреля 1809 — 24 апреля [6 мая] 1882, Санкт-Петербург) — тайный советник, обер-церемониймейстер, писатель из рода Давыдовых. Известный англоман, меценат и библиофил; обладатель огромного состояния. Владелец Усольской волости на Средней Волге. Основатель ветви Орловых-Давыдовых.

## Биография
Владимир Петрович Давыдов был сыном Петра Львовича Давыдова от брака с дочерью графа Владимира Григорьевича Орлова — Натальей. Его детство прошло в Италии, где проживала мать, имевшая слабое здоровье. В сентябре 1819 года Наталья Владимировна скончалась. Воспитанием внука занялся граф Орлов.

Владимир был отправлен в Британию, где окончил курс университета в Эдинбурге со степенью доктора права, после чего, переселившись в Лондон, был причислен там к русскому посольству. В Шотландии В. П. Давыдов познакомился с Вальтером Скоттом. Владимир Петрович писал:
В. Скотт приехал незадолго перед обеденным часом и принял своих гостей с большой учтивостью. которая скоро приняла вид самого дружеского расположения… Пребывание в Абботсфорде было исполнено какого-то особенно возбуждающего обаяния. Смотрели на поэта и слушали с ненасытным любопытством; бывало, смеялись до слез от забавных рассказов и переходили внезапно к противоположному настроению души, когда сам поэт с поднятой головой повторял какие-нибудь стихи, пришедшие ему на память…
Давыдов сделал для В. Скотта первый английский перевод «Слова о полку Игореве» (1827). После смерти Скотта материально поддержал его семью, организовал выпуск собрания сочинений.
Спустя некоторое время Давыдов переехал в Париж, слушал там лекции Гизо и Кузена, и оттуда после пятилетнего пребывания вернулся в Россию. На пути он останавливался в Германии и слушал лекции в некоторых университетских городах. Посетил Давыдов и Веймар, где был принят великой герцогиней Марией Павловной. Там же он познакомился с Гёте.

Вернувшись в Россию, Давыдов поступил на службу. В 1830 году, когда Владимиру исполнился двадцать один год, дед передал ему во владение родовое орловское имение Отрада. 29 февраля 1831 года старый граф скончался. А. Я. Булгаков писал брату: 
Говорили вчера о распоряжениях покойного графа Орлова… Давыдову, сыну Петра Львовича, воспитывающемуся в Оксфорде или Эдинбурге, 14000 душ; его сестре, что за Долгоруковым, 3000 душ…
В 1835 году Владимир Давыдов отправился в Италию, откуда, из Рима, с живописцем Брюлловым, архитектором Ефимовым и археологом доктором Крамером, на свои средства предпринял путешествие на Восток, вёл там путевые заметки, которые позднее были изданы как «Путевые записки, веденные во время пребывания на Ионических островах, в Греции, Малой Азии и Турции в 1835 г.» (СПб., 1839—1840 гг.). За это в 1840 году он был удостоен почётной учёной степени Эдинбургского университета. Прекрасно ознакомленный с классическими древностями, Давыдов внимательно изучал их на месте, и ему удалось собрать во время путешествия немало ценных рукописей, большей частью, греческих, приобретенных на Афоне.
По возвращении в Россию Давыдов был зачислен на службу в Министерство внутренних дел, а с 1848 по 1852 годы состоял совестным судьей в Петербурге. После смерти последней из рода Орловых Екатерины Владимировны Новосильцевой, 20 марта [1 апреля] 1856 года ему было высочайше разрешено принять титул и имя его деда по матери и именоваться графом Орловым-Давыдовым.
В 1862 году он был избран петербургским губернским предводителем дворянства. Как человек европейски образованный и гуманный, он принимал близко к сердцу многие вопросы современной ему общественной жизни в России и нередко входил с различными записками и предложениями в высшие инстанции. В частности, в имениях своих он немало сделал для облегчения быта крестьян, строил храмы, больницы, школы. Входил в состав комиссии для сбора добровольных пожертвований для голодающих, председателем которой был цесаревич. С 1866 по 1869 год был членом Попечительского совета заведений общественного призрения в Санкт-Петербурге.

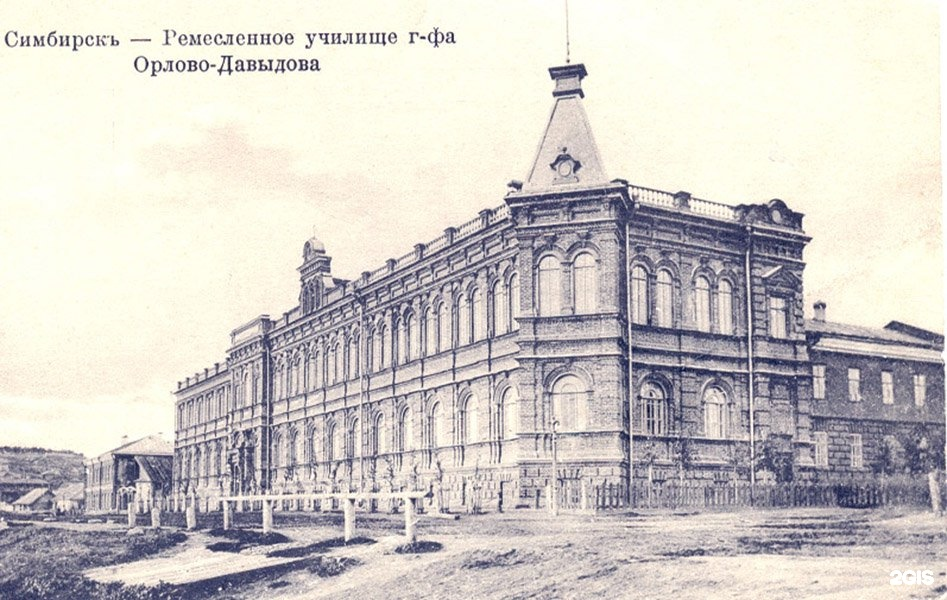
Ремесленное училище графа Орлова-Давыдова

В 1871 году на средства, пожертвованные бывшим симбирским губернатором Владимиром Владимировичем Орловым-Давыдовым и его отцом Владимиром Петровичем, было открыто ремесленное училище в Симбирске.
Любитель старины, граф Орлов-Давыдов делал крупные пожертвования разным библиотекам и музеям, обогатил Отрадинскую библиотеку своего деда коллекцией старопечатных книг, приобретенных им у наследников известного собирателя И. Н. Царского. Возвёл в Подмосковье новую усадьбу Спасское. Известный своим образованием, статьями по разным вопросам и одним крупным трудом («Биографический очерк гр. Вл. Гр. Орлова», т. I и II, СПб., 1878) граф В. П. Орлов-Давыдов 1 декабря 1878 года был избран почётным членом Академии наук.
Граф Владимир Петрович Орлов-Давыдов скончался от порока сердца и грудной жабы в Петербурге 24 апреля 1882 года. Был похоронен в Успенской церкви в селе Отрада Серпуховского уезда рядом с женой Ольгой Ивановной.

## Семья

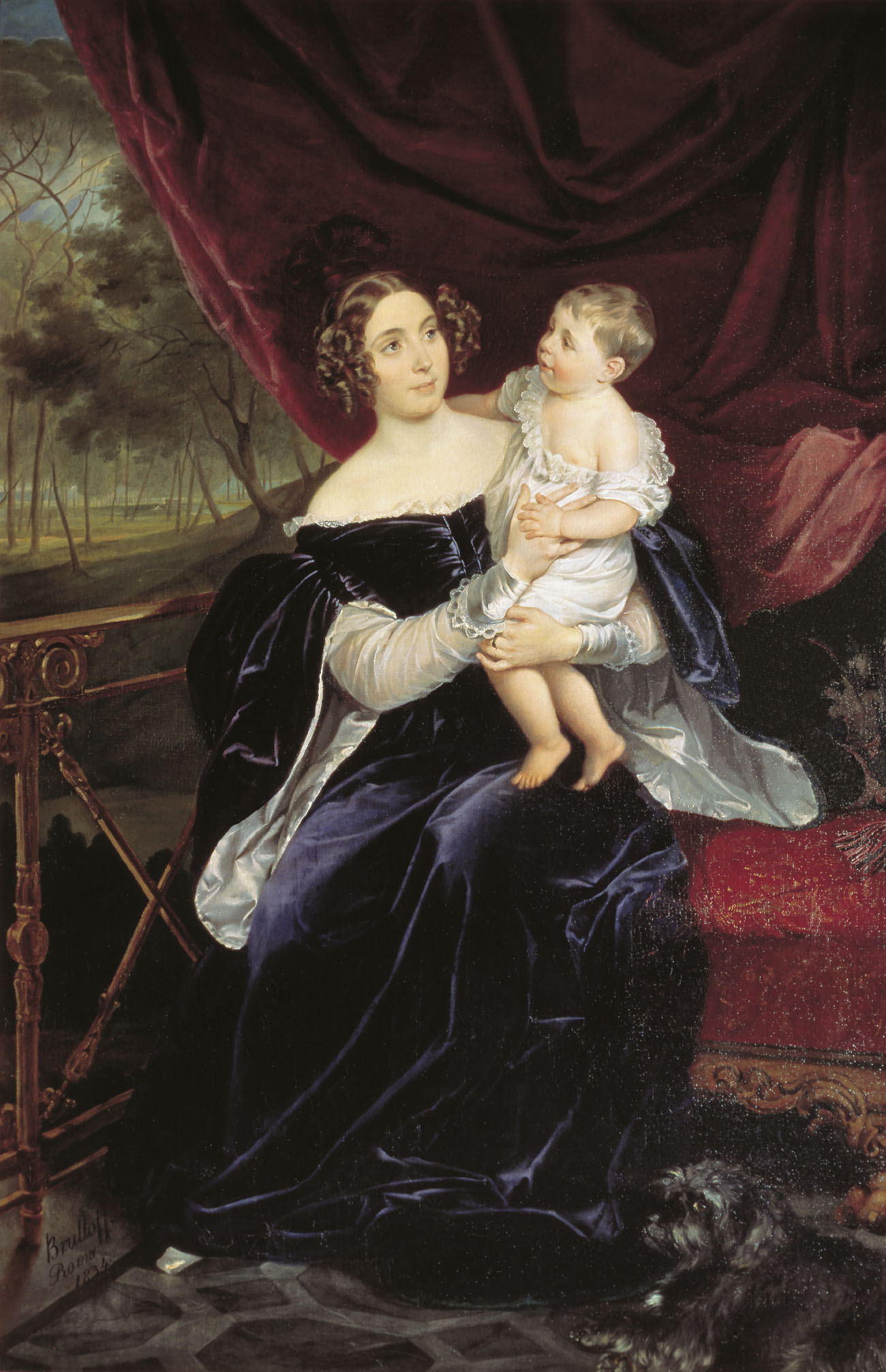
Жена с дочерью Натальей на портрете К. Брюллова (1834)

В июне 1832 году Владимир Петрович женился на княжне Ольге Ивановне Барятинской (1814—1876), дочери князя Ивана Ивановича Барятинского (1772—1825) и Марии Фёдоровны, урождённой графини Келлер (1792—1858). В браке имели детей:
- Наталья Владимировна (1833—1885), с 1856 года замужем за князем Дмитрием Николаевичем Долгоруковым (1827—1910). Её дети — Николай, близнецы Петр и Павел Долгорукие.
- Екатерина Владимировна (26.08.1836, Дармштадт—29.12.1837, Петербург)[12], похоронена в селе Отрада.
- Владимир Владимирович (13.11.1837—1870), симбирский губернатор.
- Анатолий Владимирович (13.11.1837—1905), близнец, генерал-майор свиты, жена с 1864 года графиня Мария Егоровна Толстая (1842—1895).
- Мария Владимировна (1840—1931), фрейлина, с 1902 года монахиня Магдалина, игуменья монастырской общины «Отрада и утешение» возле села Щеглятьево Серпуховского уезда Московской области.
- Евгений Владимирович (05.08.1841[13]—19.01.1844[14]), крещен с сестрой 9 августа 1841 года в Сергиевском соборе при восприемстве Д. Н. Бегичева и сестры Натальи, умер в Париже, похоронен на Монмартре.
- Евгения Владимировна (05.08.1841—23.08.1872[15]), близнец, крещена с братом 9 августа 1841 года при восприемстве дяди В. И. Барятинского и тетки графини А. П. фон Эглофштейн; фрейлина двора, жена с 27 апреля 1860 года[16] Петра Алексеевича Васильчикова (1829—1898). Умерла от тифозной горячки в имении Отрада, где и была похоронена в семейном склепе под Успенским собором монастыря.
- Сергей Владимирович (26.06.1846[17]—1905), наследник усадьбы Спасское, женился в 1880 году на Елизавете Васильевне, урождённой Арсеньевой (1855—?)[18]; действительный статский советник.

Портретная галерея
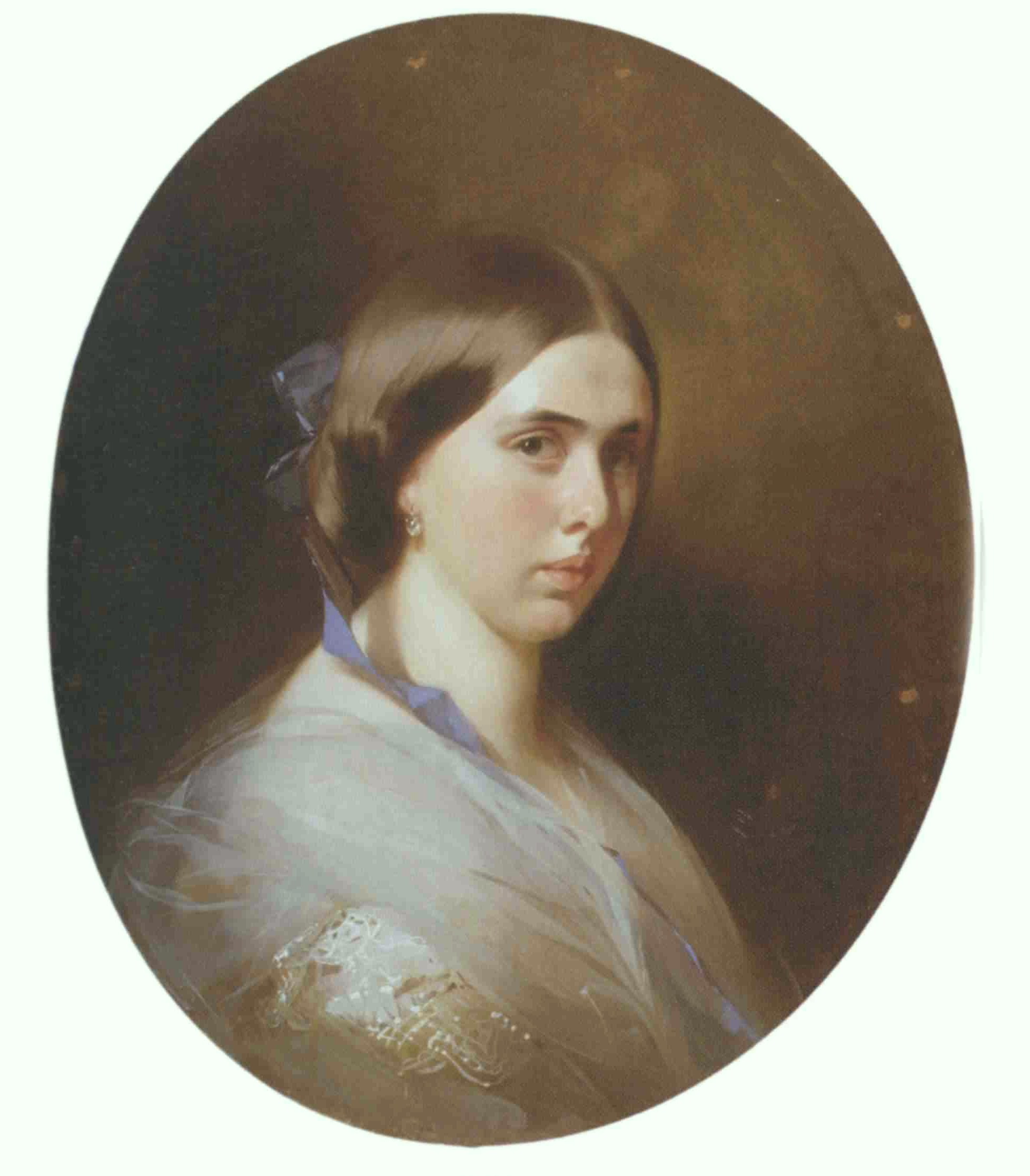
Наталья, дочь
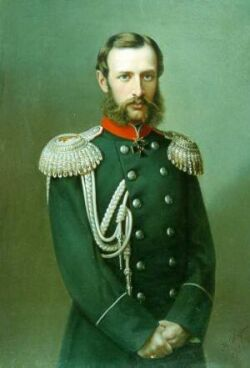
Владимир, сын
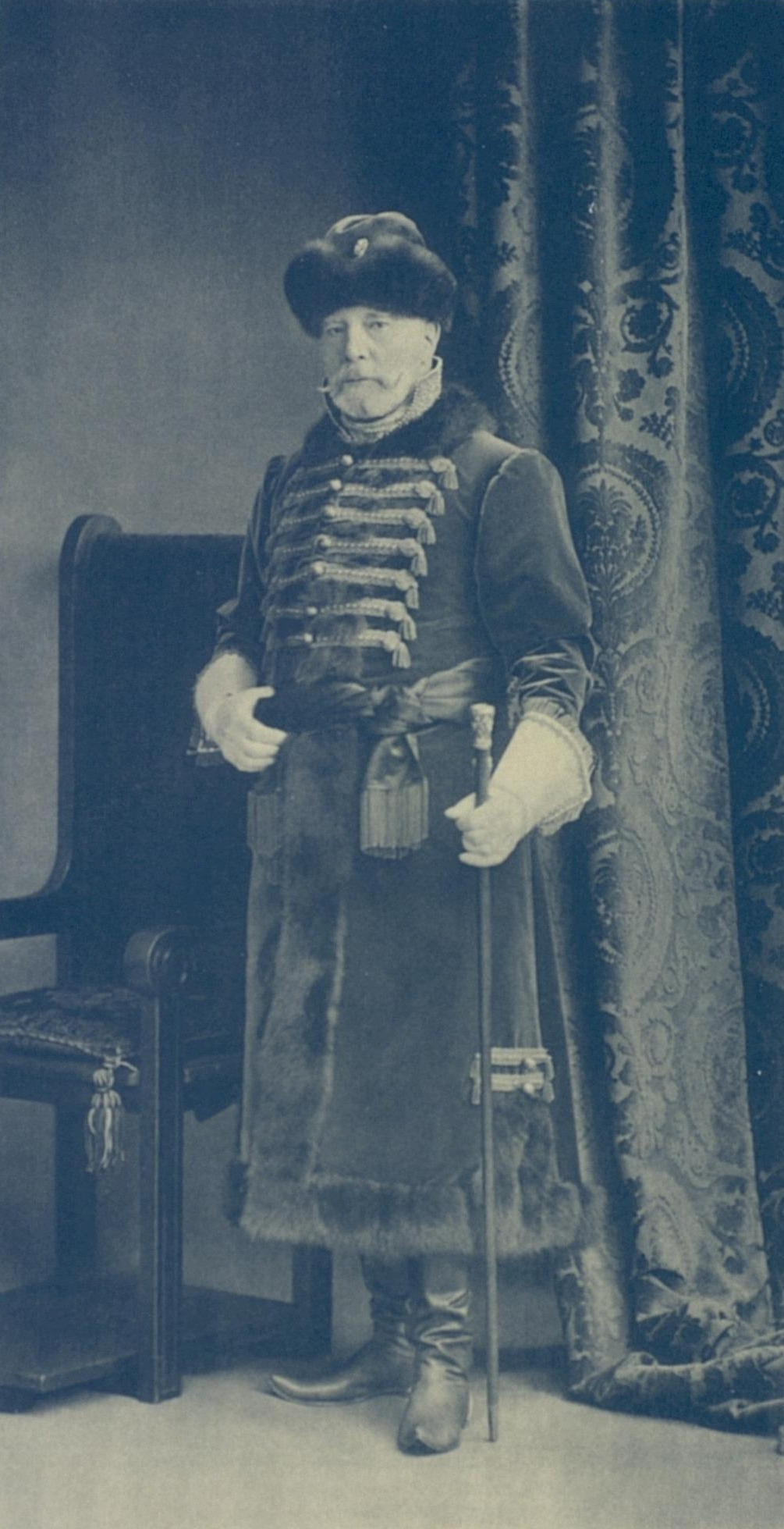
Анатолий, сын
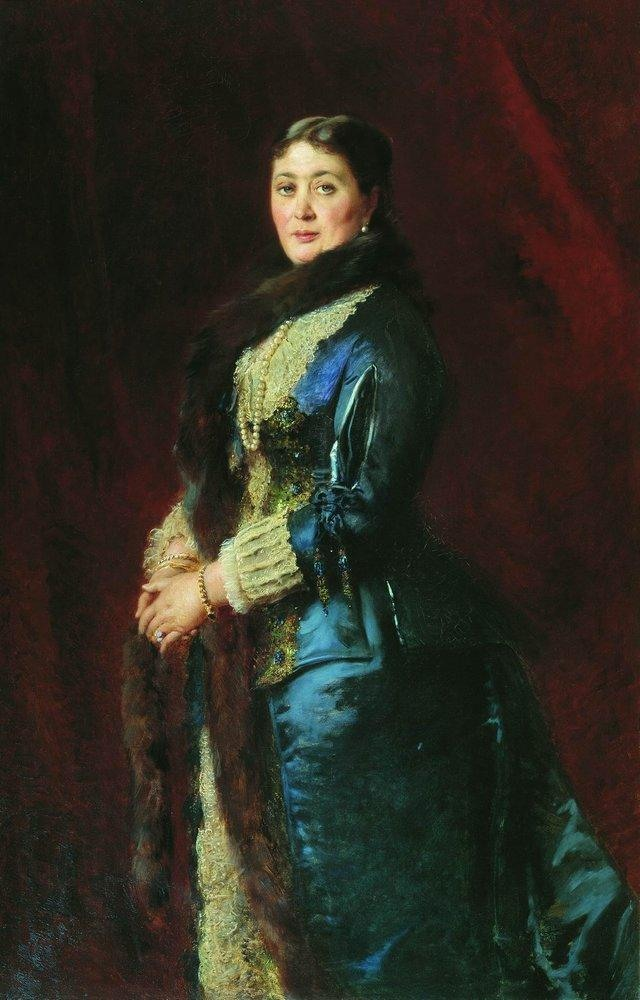
Мария Егоровна, невестка